# Bafilo
Bafilo è un centro abitato dello Stato africano del Togo, situato nella Regione di Kara.